# Dániel Gyurta
Pour les articles homonymes, voir Gyurta.
Dans le nom hongrois Gyurta Dániel, le nom de famille précède le prénom, mais cet article utilise l’ordre habituel en français Dániel Gyurta, où le prénom précède le nom.
Dániel Gyurta, né à Budapest le 4 mai 1989, est un nageur hongrois spécialiste des épreuves de brasse. Entre 2009 et 2013, il remporte toutes les finales mondiales et olympiques du 200 m brasse en grand bassin.

## Biographie
À seulement 15 ans, il est vice-champion olympique de l'épreuve du 200 m brasse aux Jeux olympiques d'été de 2004.
Dans cette même discipline, il est, en 2006, champion d'Europe en petit bassin.
En 2009, aux championnats du monde de natation à Rome, il remporte la médaille d'or sur 200 m brasse.
Deux ans plus tard, aux Mondiaux de Shanghai, il conserve son titre du 200 m brasse avec un temps de 2 min 8 s 41. 
Dániel Gyurta est entraîné par Sandor Szeles et est nageur du Jövő SC Club.

## Palmarès

### Jeux olympiques
- Jeux olympiques d'été de 2004 à Athènes (Grèce) :
  -  Médaille d'argent du 200 m brasse (2 min 10 s 80)
- Jeux olympiques d'été de 2012 à Londres (Royaume-Uni) :
  -  Médaille d'or du 200 m brasse (2 min 7 s 28 - RM)

### Championnats du monde

#### Grand bassin
- Championnats du monde 2009 à Rome ( Italie) :
  -  Médaille d'or du 200 m brasse (2 min 7 s 64)
- Championnats du monde 2011 à Shanghai ( Chine) :
  -  Médaille d'or du 200 m brasse (2 min 8 s 41)
- Championnats du monde 2013 à Barcelone ( Espagne) :
  -  Médaille d'or du 200 m brasse (2 min 7 s 23)
- Championnats du monde 2015 à Kazan ( Russie) :
  -  Médaille de bronze du 200 m brasse (2 min 8 s 10)

#### Petit bassin
- Championnats du monde en petit bassin 2010 à Dubaï (Émirats arabes unis) :
  -  Médaille d'argent du 200 m brasse (2 min 3 s 47)
- Championnats du monde de natation en petit bassin 2012 à Istanbul (Turquie)
  -  Médaille d'or du 200 m brasse (2 min 1 s 35)
- Championnats du monde de natation en petit bassin 2014 à Doha (Qatar)
  -  Médaille d'or du 200 m brasse (2 min 1 s 49)

### Championnats d'Europe
Grand bassin
- Championnats d'Europe 2010 à Budapest (Hongrie) :
  -  Médaille d'or du 200 m brasse (2 min 8 s 95)
- Championnats d'Europe 2012 à Debrecen (Hongrie) :
  -  Médaille d'or du 200 m brasse (2 min 8 s 60)
  -  Médaille de bronze au titre du relais 4 × 100 m quatre nages (3 min 34 s 87)

Petit bassin
- Championnats d'Europe 2006 à Helsinki (Finlande) :
  -  Médaille d'or du 200 m brasse (2 min 6 s 58)
- Championnats d'Europe 2007 à Debrecen (Hongrie) :
  -  Médaille d'or du 200 m brasse (2 min 5 s 49)
- Championnats d'Europe 2009 à Istanbul (Turquie) :
  -  Médaille d'or du 200 m brasse (2 min 0 s 67 - RM)
  -  Médaille d'argent du 100 m brasse (56 s 72)
- Championnats d'Europe 2011 à Szczecin (Pologne) :
  -  Médaille d'or du 200 m brasse (2 min 2 s 37)
- Championnats d'Europe 2013 à Herning (Danemark) :
  -  Médaille d'or du 100 m brasse (57 s 08)
  -  Médaille d'or du 200 m brasse (2 min 0 s 72)
- Championnats d'Europe 2015 à Netanya (Israël) :
  -  Médaille d'argent du 200 m brasse (2 min 1 s 99)

## Records

### Records personnels
Ce tableau détaille les records personnels de Dániel Gyurta en grand bassin à ce jour. L'indication RM précise que le record personnel du Hongrois constitue l'actuel record du monde de l'épreuve en question.
| Épreuve      | Temps             | Compétition             | Lieu                 | Date       |
| 50 m brasse  | 28 s 19           | Coupe des Flandres 2012 | Anvers, Belgique     | 14/01/2012 |
| 100 m brasse | 59 s 53           | Jeux olympiques 2012    | Londres, Royaume-Uni | 29/07/2012 |
| 200 m brasse | 2 min 7 s 28 – RM | Jeux olympiques 2012    | Londres, Royaume-Uni | 01/08/2012 |